# 1302
Évszázadok: 13. század – 14. század – 15. század
Évtizedek: 1250-es évek – 1260-as évek – 1270-es évek – 1280-as évek – 1290-es évek – 1300-as évek – 1310-es évek – 1320-as évek – 1330-as évek – 1340-es évek – 1350-es évek
Évek: 1297 – 1298 – 1299 – 1300 –  1301 – 1302 – 1303 – 1304 – 1305 – 1306 – 1307

## Események

### Határozott dátumú események
- július 11. – A guldenspor-i csata. A flandriai felkelés döntő csatájában a flamandok döntő győzelmet aratnak a franciák felett. Flandriát kiürítik a franciák.
- szeptember 24. – A cantabellottai béke. II. Károly nápolyi király békét köt II. Frigyes szicíliai királlyal, ezzel véget ér a szicíliai vecsernye.
- november 18. –  VIII. Bonifác pápa kiadja az Unam Sanctam kezdetű bulláját, mely a pápai hivatal szerepének radikális és szélsőséges megfogalmazása miatt a középkor legismertebb pápai dokumentum volt.[1]

### Határozatlan dátumú események
- szeptember – Károly Róbert serege a Vencel-párti Buda ellen vonul. A pápai legátus Bécsbe menekül és kiátkozza Budát. Erre a budai papság átokkal sújtja Károly Róbert híveit, a pápát és a pápai követet.

- az év folyamán – 
  - Spanyolország elfoglalja Algír kikötőjét.
  - Dante Alighierit száműzik Firenzéből.
  - Angliában Robert Bruce kibékül I. Edwarddal.

## Halálozások
- július 11. – Robert d’Artois, Artois grófja (* 1250)
- december 26. – Valdemár svéd király (* 1243)